# Henryków (Basse-Silésie)
Pour les articles homonymes, voir Henryków.
Henryków (allemand : Heinrichau) est un village de la commune de Ziębice, dans le powiat de Ząbkowice Śląskie, Voïvodie de Basse-Silésie, au Sud-Ouest de la Pologne. Avant 1945, ce village était en Allemagne.
Il se situe à environ 7 km au nord de Ziębice, 16 km au nord-est de Ząbkowice Śląskie, et 53 au sud de Wrocław. Le village a une population de 1 400 habitants.
Une chronique en latin, le Livre d'Henryków, compilé à l'abbaye d'Henryków au XIIIe siècle, contient la première phrase connue écrite en langue polonaise.
Le complexe de l'abbaye cistercienne de Henryków est ouvert aux visiteurs.

## Environs
- Château de Gola Dzierżoniowska
- Arboretum de Wojsławice
- Place du Moyen Âge de Niemcza

## Histoire
De 1742 à 1945, Heinrichau fait partie de l'arrondissement de Münsterberg puis à partir de 1932, de l'arrondissement de Frankenstein-en-Silésie dans le district de Breslau au sein de la province de Silésie.